# Gottfried Holthusen

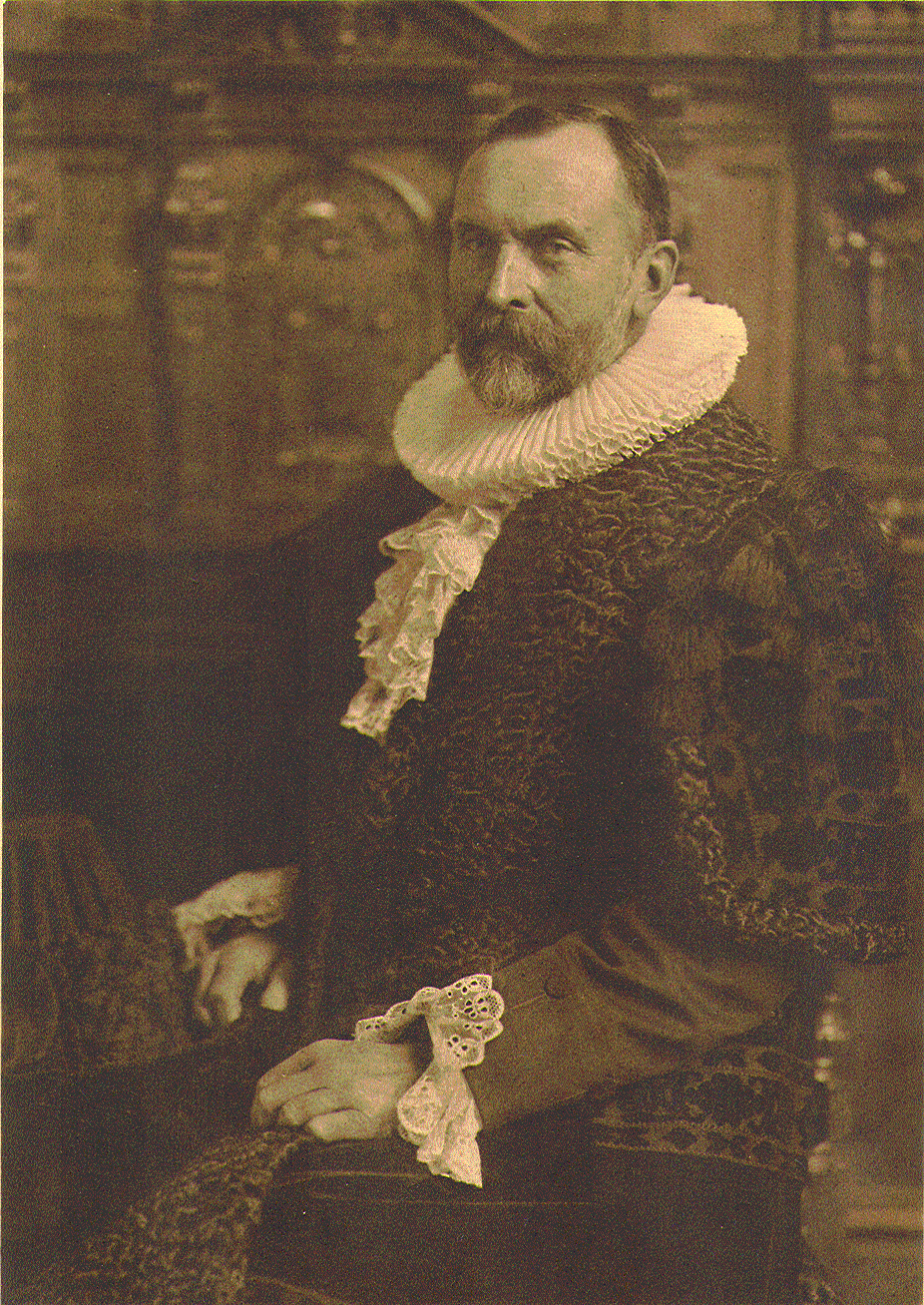
Gottfried Holthusen 1905

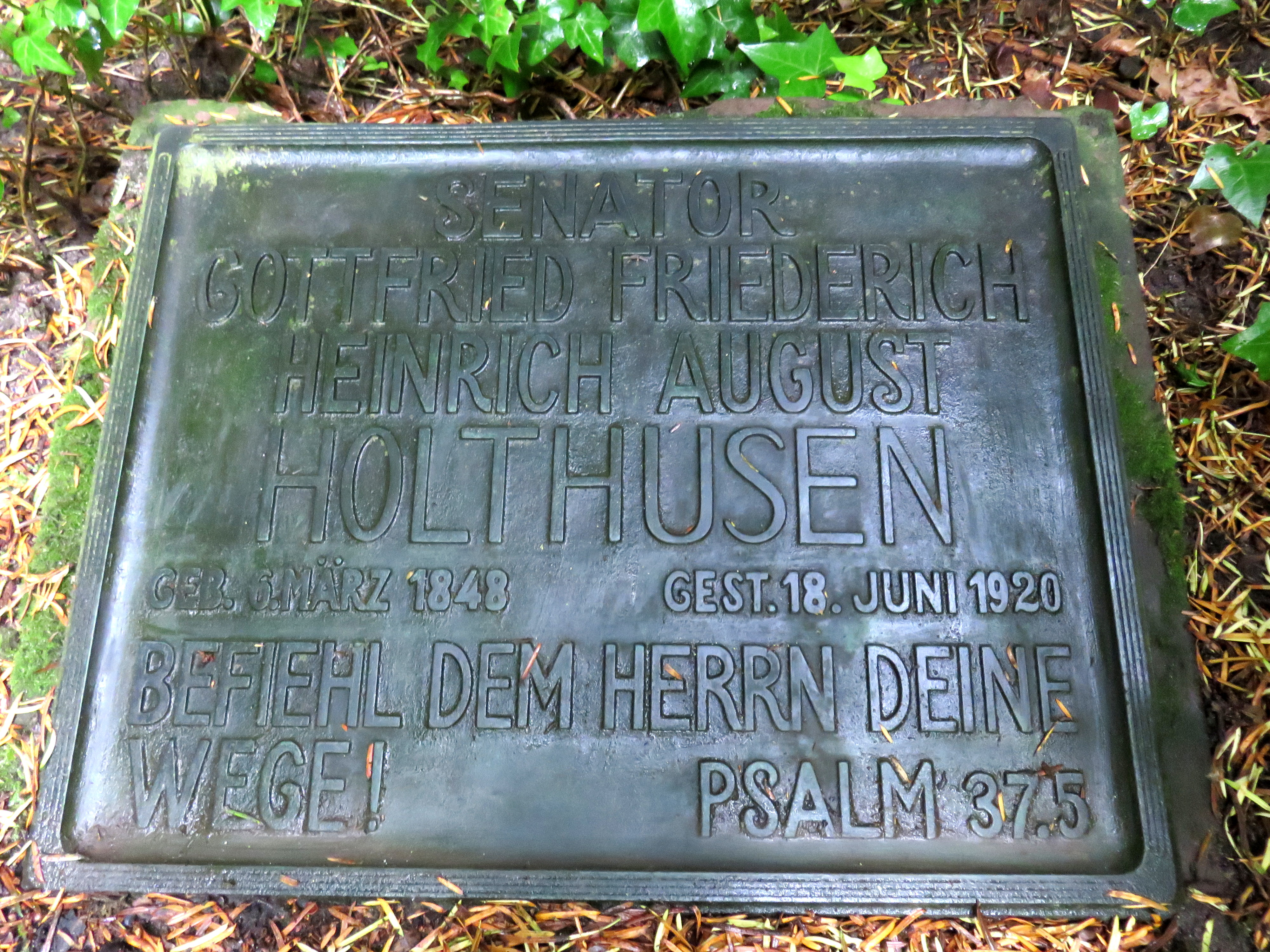
Bronzeplatte in der Familienanlage auf dem Friedhof Ohlsdorf

Gottfried Friedrich Heinrich August Holthusen (* 6. März 1848 in Flögeln; † 18. Juni 1920 in Hamburg) war ein Kaufmann und Hamburger Senator.

## Leben
Holthusen wuchs in Flögeln auf und begann 1862 eine kaufmännische Lehre in der Firma seines älteren Bruders in Hamburg. Bis zum Jahre 1870 war er in der Firma tätig, dann trat er in das Infanterie-Regiment „Hamburg“ (2. Hanseatisches) Nr. 76 ein und nahm am Deutsch-Französischen Krieg 1870–71 teil. Anschließend kehrte er in seine alte Position zurück. 1872 heiratet Holthusen Maria Henriette Wehber (1852–1873), die am 16. Mai 1873 im Wochenbett, ein Tag nach der Geburt des gemeinsamen Kindes starb. Holthusen trat 1874 in die 1828 gegründete Weinhandlung G.H. Wehber & Co. ein. Holthusen war bis 1914 für sie, zum Schluss als Seniorchef, tätig.
Holthusen lebte in Hamburg-Eimsbüttel und war in einigen dortigen Vereinen aktiv, bevor er 1880 durch die allgemeinen Wahlen in die Hamburgische Bürgerschaft gewählt wurde. Holthusen war von 1880 bis 1885 und von 1893 bis 1896 Mitglied der Bürgerschaft. Er war in unterschiedlichen Bereichen tätig, so gehörte er beispielsweise der Feuerkassendeputation an. 1882 wurde Holthusen zum Handelsrichter gewählt. Der Hamburgischen Handelskammer gehörte er ab 1892 an.
Nachdem Senator Johann Stahmer 1896 im Amt verstorben war, wurde Holthusen am 12. Juni 1896 als dessen Nachfolger in den Senat gewählt. Diesem Gremium gehörte er bis zu seinem Rücktritt zum 31. Dezember 1913 an. Holthusen arbeitete als Senator in unterschiedlichen Bereichen, er wurde beispielsweise Kirchspielherr der Apostelkirche in Eimsbüttel, machte sich aber vor allem als Leiter der Baubehörde einen Namen.
Während des Ersten Weltkrieges stand Holthusen dem Hamburgischen Landesausschuß für Kriegsbeschädigte vor, einem Gremium, das Kriegsversehrten helfen sollte.
Aus der zweiten, 1883 geschlossenen, Ehe Holthusens ging unter anderem der Sohn Hermann Holthusen hervor. Seine Tochter Marie heiratete den Augenarzt, Kunstsammler und Mäzen Max Linde in Lübeck.
1899 erwarb Gottfried Holthusen eine Grabstätte auf dem Ohlsdorfer Friedhof südwestlich Nordteich (Planquadrat Y11).  
1967 wurde die Straße Am Holthusenkai in Hamburg-Kleiner Grasbrook nach ihm benannt. Denselben Namensgeber hat seit 1912 der dort gelegene Holthusenkai, bereits seit 1905 trägt die Holthusenstraße im Stadtteil Volksdorf seinen Namen.

## Quelle
- Nachruf aus den Hamburger Fremdenblatt Nr. 297 vom 19. Juni 1920
- Hamburgisches Geschlechterbuch, Band 2, DGB Band 19; Jhrg. 1911, S. 100